# Фангор, Фридрих
Фридрих Фангор (нем. Friedrich Fangohr; 12 августа 1899, Ганновер — 17 апреля 1956) — немецкий генерал пехоты времен Второй мировой войны, с января 1945 года командовал 1-м армейским корпусом. Был награждён Рыцарским крестом Железного креста.

## Биография
В конце ноября 1917 года получил чин лейтенанта.
После окончания Первой мировой войны служил в рейхсвере.
В октябре 1937 года назначается начальником оперативного отдела штаба 13-й пехотной дивизии (пд) в звании майора. После захвата вермахтом Польши 5 сентября 1940 года подполковник Ф. Фангор становится начальником оперотдела 41-го танкового корпуса, который входил в состав танковых групп Клейста и Гудериана и участвовал в оккупации Франции.
5 февраля 1941 года он получает должность начальника штаба 57-го танкового корпуса 3-й танковой группы Г. Гота.
С 15 июля 1942 года, уже в должности начальника штаба 4-й ТА, и до середины 1944 года он будет служить вместе с генералом Г. Готом. Ф. Фангор принимал участие во всех крупнейших битвах этого периода от Сталинграда до Курска и Днепра. В западных источниках отмечается, что это был высокопрофессиональный и толковый генерал-штабист. На протяжении всего периода службы в 4-й ТА он пользовался большим доверием и авторитетом у её командующего.
В августе 1944 года он переводится на должность командира 122-й пд ГА «Север», а 20 января 1945 года возглавил 1-й корпус в Курляндии.
После капитуляции попал в плен к американцам. Находясь в плену, написал подробные и интересные воспоминания о подготовке и участии 4-й ТА в Курской битве.